# Aaron Mokoena
Teboho Aaron Mokoena (ur. 25 listopada 1980 w Johannesburgu) – południowoafrykański piłkarz grający na pozycji obrońcy.

## Życiorys
Swoje pierwsze piłkarskie kroki stawiał w Jomo Cosmos. W 1998 roku zwrócił uwagę szperaczy Bayeru 04 Leverkusen, z którym zawodnik podpisał wkrótce kontrakt. Rok później przeniósł się do holenderskiego Ajaxu Amsterdam. W latach 2001 oraz 2002 przebywał na wypożyczeniu w Germinal Beerschot. W 2003 roku postanowił na dobre opuścić Holandię i związał się z Racingiem Genk. Dwa lata później przeszedł do Blackburn Rovers. Suma transferu wyniosła 300 tysięcy funtów. W latach 2009–2012 Mokoena grał w Portsmouth.
W reprezentacji zadebiutował w 1999 roku. Wziął udział w Mistrzostwach Świata 2002 Pucharze Narodów Afryki 2002, Pucharze Narodów Afryki 2004 oraz Pucharze Narodów Afryki 2008. 31 maja 2010 roku w meczu z Gwatemalą rozegrał setne spotkanie w reprezentacji. Stał się tym samym pierwszym zawodnikiem z Republiki Południowej Afryki, który to uczynił.